# Metropolitana in Italia
|         |         |  | km    | km    |
| ------- | ------- |  | ----- | ----- |
| Milano  | Milano  |  | 111.8 | 111.8 |
| Roma    | Roma    |  | 59.4  | 59.4  |
| Napoli  | Napoli  |  | 36.4  | 36.4  |
| Torino  | Torino  |  | 15.1  | 15.1  |
| Brescia | Brescia |  | 13.7  | 13.7  |
| Catania | Catania |  | 10.5  | 10.5  |
| Genova  | Genova  |  | 7.1   | 7.1   |
| Totale  | Totale  |  | 254   | 254   |

Nel diritto italiano dei trasporti, la metropolitana è un'infrastruttura di trasporto pubblico che risponde ad alcuni requisiti definiti dalla norma UNI 8379-2000.
In Italia sono sette le città a disporre di metropolitane: Brescia, Catania, Genova, Milano, Napoli, Roma e Torino, con una lunghezza complessiva, tra reti e linee, di circa 254 km all'aprile 2025.
Altre città possiedono o hanno in progetto linee di servizio ferroviario metropolitano o tranviario rapido di massa; spesso tali sistemi vengono indicati, localmente o a fini commerciali, con termini impropri come metropolitana leggera, metropolitana di superficie e simili.

## Storia

Articolo di giornale del 1925 dedicato all'inaugurazione della metropolitana FS di Napoli

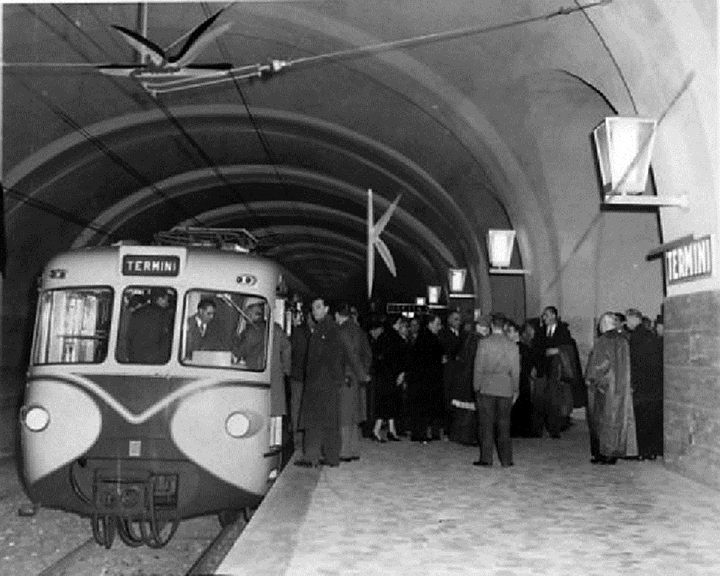
1955, inaugurazione della metropolitana di Roma

La storia delle metropolitane in Italia inizia nel 1925, con l'inaugurazione del passante ferroviario di Napoli, prima infrastruttura di trasporto pubblico su rotaia in Italia ad essere dotata di stazioni sotterranee, sulla quale venne istituito il primo esempio in Italia di servizio ferroviario metropolitano, all'epoca indicato come Metropolitana FS (l'attuale linea 2). Non si trattava tuttavia di una metropolitana nel senso definito dalle norme in atto, entrate in vigore solo nel 1970 con la legge n. 1042 del 29 dicembre 1969.
La costruzione della prima metropolitana italiana in sede propria fu intrapresa nel secondo dopoguerra: nel 1955 fu infatti inaugurata a Roma la linea Termini-E42, che in seguito, con la costruzione di altre linee, diventerà la linea B della metropolitana di Roma.

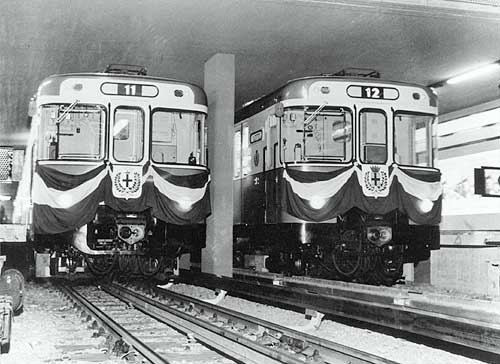
1964, inaugurazione della metropolitana di Milano

Nel 1964 anche Milano fu dotata della sua prima linea metropolitana, la linea M1; nel 1969 venne inaugurata la seconda linea, la M2, che nel 1971 incorporò la tratta extraurbana già parte delle tranvie Celeri dell'Adda inaugurate negli anni Trenta.
Nel 1980 a Roma fu aperta una seconda linea metropolitana, ovvero la linea A.
Nel 1990, anno in cui in Italia si disputarono i mondiali di calcio, avvennero due inaugurazioni: la linea M3, o "linea gialla", di Milano, e la metropolitana di Genova.
Nel 1993 venne inaugurata la linea 1 della metropolitana di Napoli.
Nel 1999 entrò in funzione la metropolitana di Catania.
Nel 2006 fu inaugurata la metropolitana di Torino, la prima in Italia completamente automatica e su gomma; l'anno successivo entrò in funzione un primo tratto della metropolitana leggera di Napoli, denominata linea 6 (tratta Mostra - Mergellina).
Nel 2011 a Milano furono estese sia la M2 (da Famagosta ad Assago Milanofiori Forum) sia la M3 (da Maciachini a Comasina), mentre la metropolitana di Torino fu estesa da Porta Nuova a Lingotto, e dotata della nuova stazione intermedia di Porta Susa.
Il 10 febbraio 2013 a Milano venne inaugurata la linea M5, o "linea lilla" (tratta Bignami-Zara); il 2 marzo dello stesso anno seguì la metropolitana di Brescia. Sempre nel 2013, la linea 6 di Napoli fu temporaneamente sospesa in attesa del completamento del tracciato.
Nel 2014 a Roma fu inaugurata la prima tratta della linea C (Monte Compatri-Pantano - Parco di Centocelle), nel 2015 estesa da Parco di Centocelle a Lodi; il 14 novembre 2015 fu inaugurata l'ultima fermata (Tre Torri) della linea M5 di Milano, completando l'intera tratta da San Siro Stadio a Bignami.
Nel 2018 la linea C della metropolitana di Roma fu estesa da Lodi a San Giovanni.
Nel 2021 la metropolitana di Torino fu estesa da Lingotto a Bengasi; nello stesso anno furono aperte anche le due nuove stazioni intermedie di: Cibali (metropolitana di Catania) e Duomo (metropolitana di Napoli).
Il 26 novembre 2022 fu inaugurata la prima tratta della linea M4 di Milano (Linate Aeroporto - Dateo); il 4 luglio 2023, sempre sulla M4, vengono inaugurate le fermate Tricolore e San Babila, quest'ultima interscambio con la M1, collegando quindi la linea al resto della rete metropolitana.
Il 16 luglio 2024, dopo oltre 10 anni dalla chiusura, è stata riaperta la linea 6 di Napoli, con l'estensione da Mergellina a Municipio, consentendo l'interscambio con la linea 1. Il 22 luglio 2024 la metropolitana di Catania è stata estesa da Nesima a Monte Po.
Il 12 ottobre 2024 è stata aperta la tratta San Babila - San Cristoforo della M4 di Milano.
Il 1° aprile 2025 la linea 1 della metropolitana di Napoli è stata estesa da Garibaldi a Centro Direzionale.

## Metropolitane di tipo classico
| Città   | Linee | Lunghezza                                     | Stazioni | Prima apertura | Ultima estensione |
| ------- | ----- | --------------------------------------------- | -------- | -------------- | ----------------- |
| Catania | 1     | 10,5 km (comprensivi d. tratta Galatea-Porto) | 12       | 1999           | 2024              |
| Milano  | 3     | 83,9 km                                       | 94       | 1964           | 2011              |
| Napoli  | 2     | 30,9 km                                       | 25       | 1993           | 2025              |
| Roma    | 3     | 60 km                                         | 75       | 1955           | 2018              |

### Catania

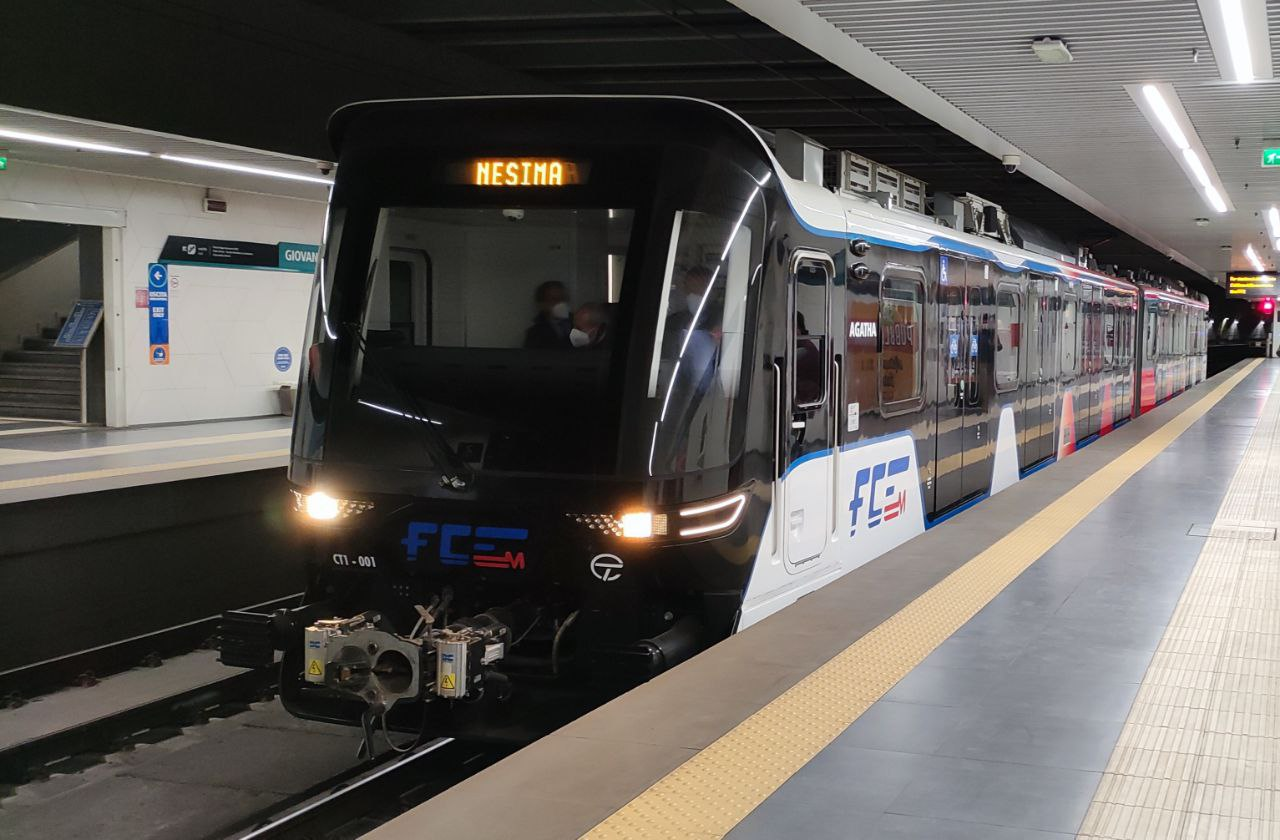
L'elettrotreno CT1.CT2-001 (serie CT0) della metropolitana di Catania, alla stazione di Giovanni XXIII.

La metropolitana di Catania si sviluppa su una sola linea che segue, di massima, lo stesso percorso del tracciato urbano della Ferrovia Circumetnea. La prima tratta, identificata come linea Borgo-Porto, fu inaugurata il 27 giugno 1999 con quattro stazioni sotterranee e due in superficie; in via provvisoria furono usate tre elettromotrici ex-FCU riadattate allo scopo, in attesa della consegna degli elettrotreni specifici. Il 20 dicembre 2016 si aggiunse, alla tratta esistente, la prima estensione di 1,9 km, tra Galatea e Stesicoro, che permise di raggiungere il cuore della città con le due nuove stazioni interrate di "Giovanni XXIII" e "Stesicoro". Contemporaneamente fu sospeso il servizio viaggiatori sulla tratta, a semplice binario, Galatea-Porto. La tratta con quattro stazioni, da Borgo fino al quartiere periferico di Nesima, i cui lavori erano stati interrotti e ripresi più volte, fu inaugurata il 31 marzo 2017. Il 22 luglio 2024 venne inaugurato il tratto Nesima - Monte Po portando la lunghezza della linea in esercizio viaggiatori a circa 8,8 km. La linea, al 2024, dispone di 12 stazioni: Monte Po, Fontana, Nesima, San Nullo, Cibali, Milo, Borgo, Giuffrida, Italia, Galatea, Giovanni XXIII e Stesicoro. Sono state soppresse la fermata "Stazione centrale" e l'esercizio "ferroviario" della stazione "Porto"; resta in funzione di raccordo di servizio il breve tratto di linea. Sono in corso i lavori di costruzione della tratta da Misterbianco a Paternò e appaltati quelli della tratta da Monte Po a Misterbianco. 

### Milano

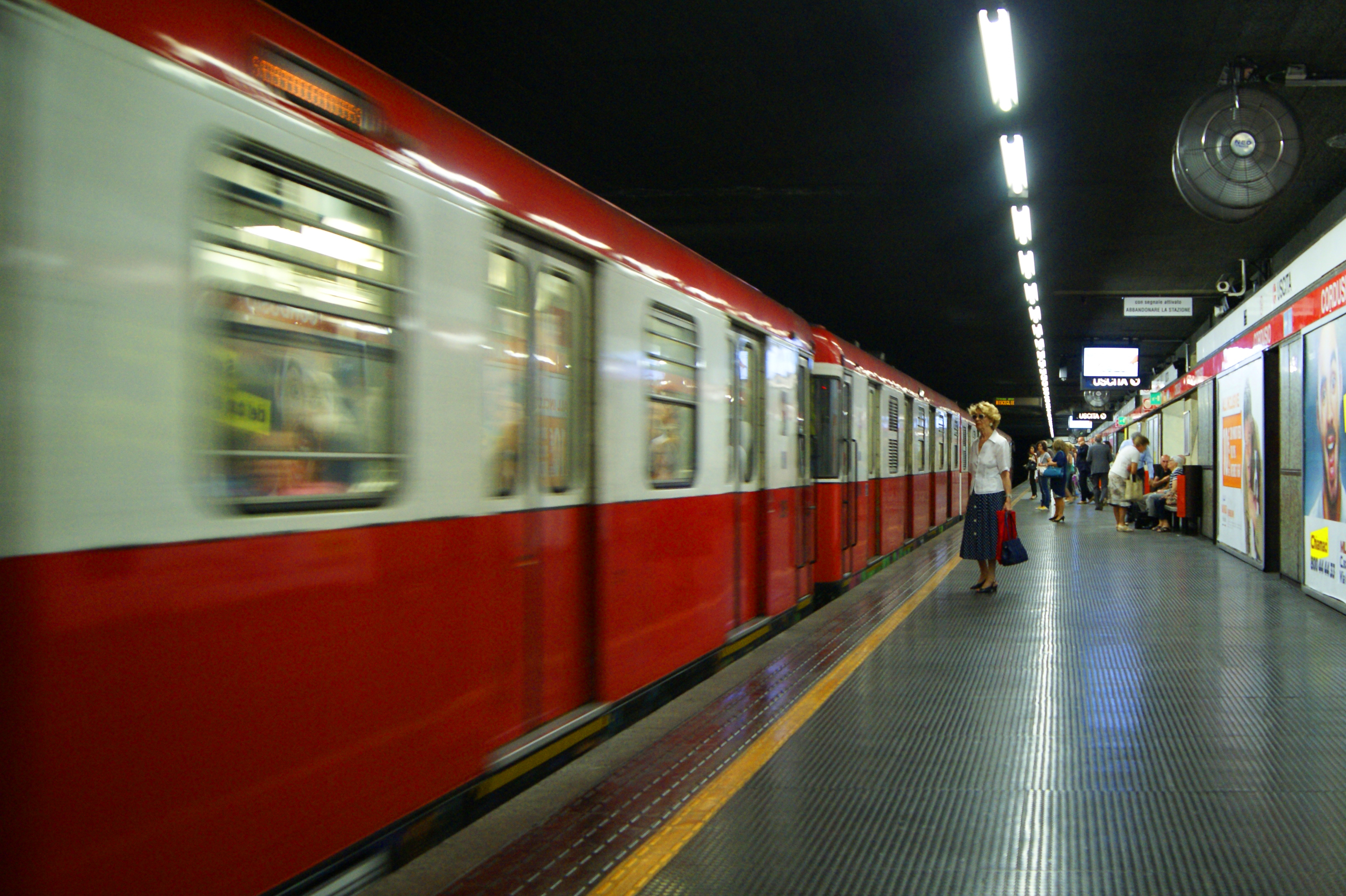
Treno prima serie in partenza dalla fermata Cordusio della linea M1 di Milano

La metropolitana di Milano iniziò il proprio servizio nel novembre 1964, estendendo progressivamente la rete a cinque linee denominate M1, M2, M3, M4, M5 (di cui le prime tre di tipo pesante o classico, le ultime due di tipo leggero) e divenendo la più estesa d'Italia con 111,8 km in buona parte sotterranei; nel caso della linea M2 la rete si estende anche in superficie, percorrendo tratti sopraelevati, in trincea o a raso. Il numero totale delle stazioni è pari a 134, di cui 20 situate al di fuori del comune di Milano e 18 in superficie.
Le cinque linee vengono identificate anche con il colore usato per indicarle nelle mappe ed utilizzato in modo rilevante nella livrea dei loro treni e nell'arredo delle loro stazioni, una caratteristica propria della rete meneghina fin dalla sua inaugurazione: la linea M1 è chiamata "rossa", la M2 "verde", la M3 "gialla" la M4 "blu" e la M5 "lilla".

### Napoli

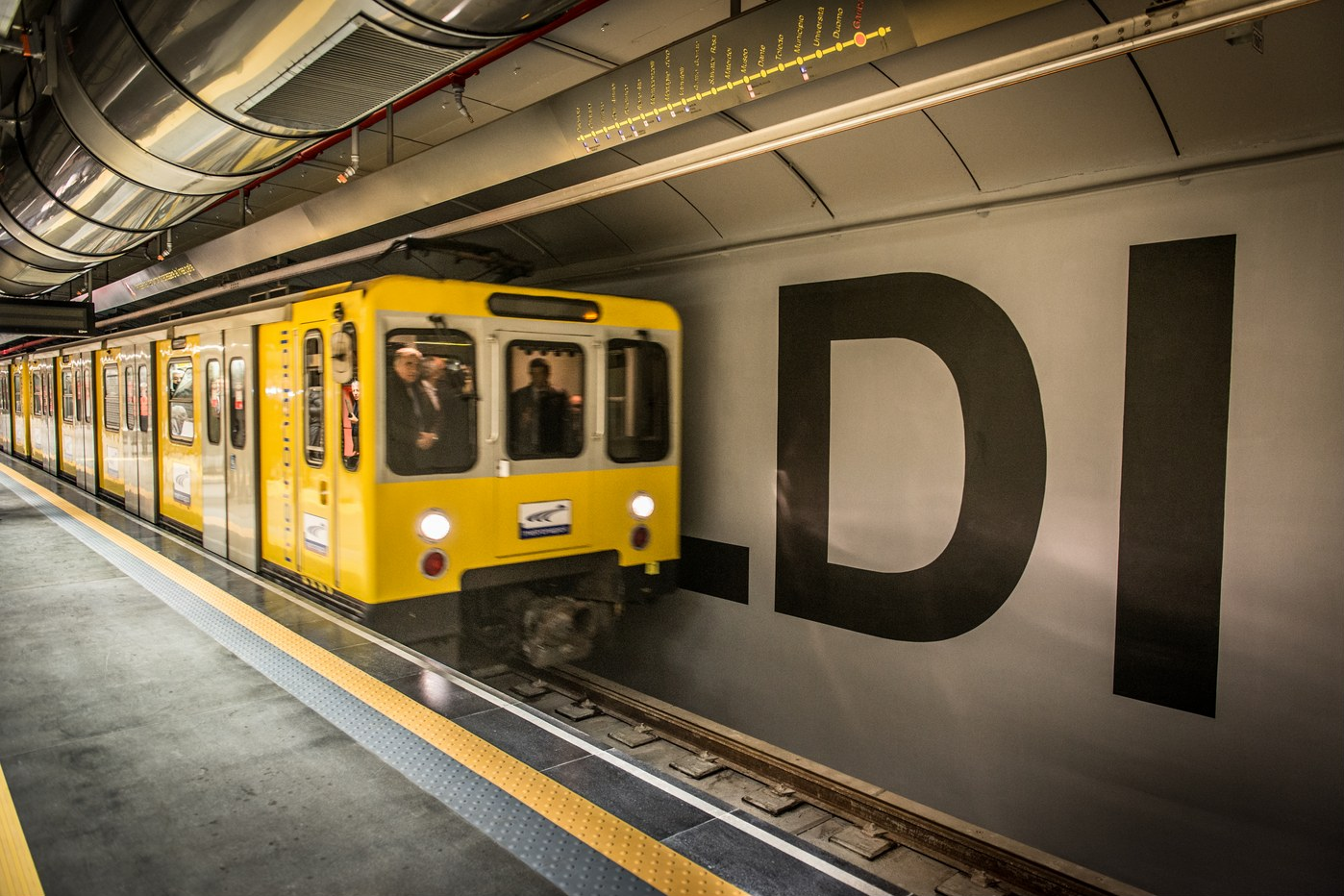
Inaugurazione della stazione Garibaldi della linea 1 della metropolitana di Napoli (2 dicembre 2013)

A Napoli nel 1993 fu inaugurato il primo tratto della "metropolitana collinare", la linea 1, che dalla periferia settentrionale scende verso il centro storico dopo aver attraversato i quartieri dell'Arenella e del Vomero. Questa linea, la cui costruzione fu avviata negli anni 1970, sin dagli anni 1990 è connessa alle funicolari cittadine; dal 2013, con l'entrata in funzione della stazione Garibaldi, ha ottenuto un fondamentale nodo di interscambio con la linea 2, con la rete della Circumvesuviana e con la stazione di Napoli Centrale; il passante metropolitano è sua volta collegato con la linee Cumana e Circumflegrea.
Sulla linea 1 è in costruzione il prolungamento verso l'aeroporto di Capodichino. La linea ha in esercizio 20 stazioni di cui 17 sotterranee e 3 su viadotto; altre 7 stazioni sotterranee sono in corso di costruzione (tratta Miano - Tribunale).
Dal 2005 la linea collinare è interconnessa a Piscinola con la Napoli-Giugliano-Aversa, una linea metropolitana regionale gestita dall'Ente Autonomo Volturno che collega il capoluogo campano ad Aversa in provincia di Caserta. La linea si sviluppa totalmente in sotterraneo e continuerà in viadotto fino a Santa Maria Capua Vetere.

### Roma

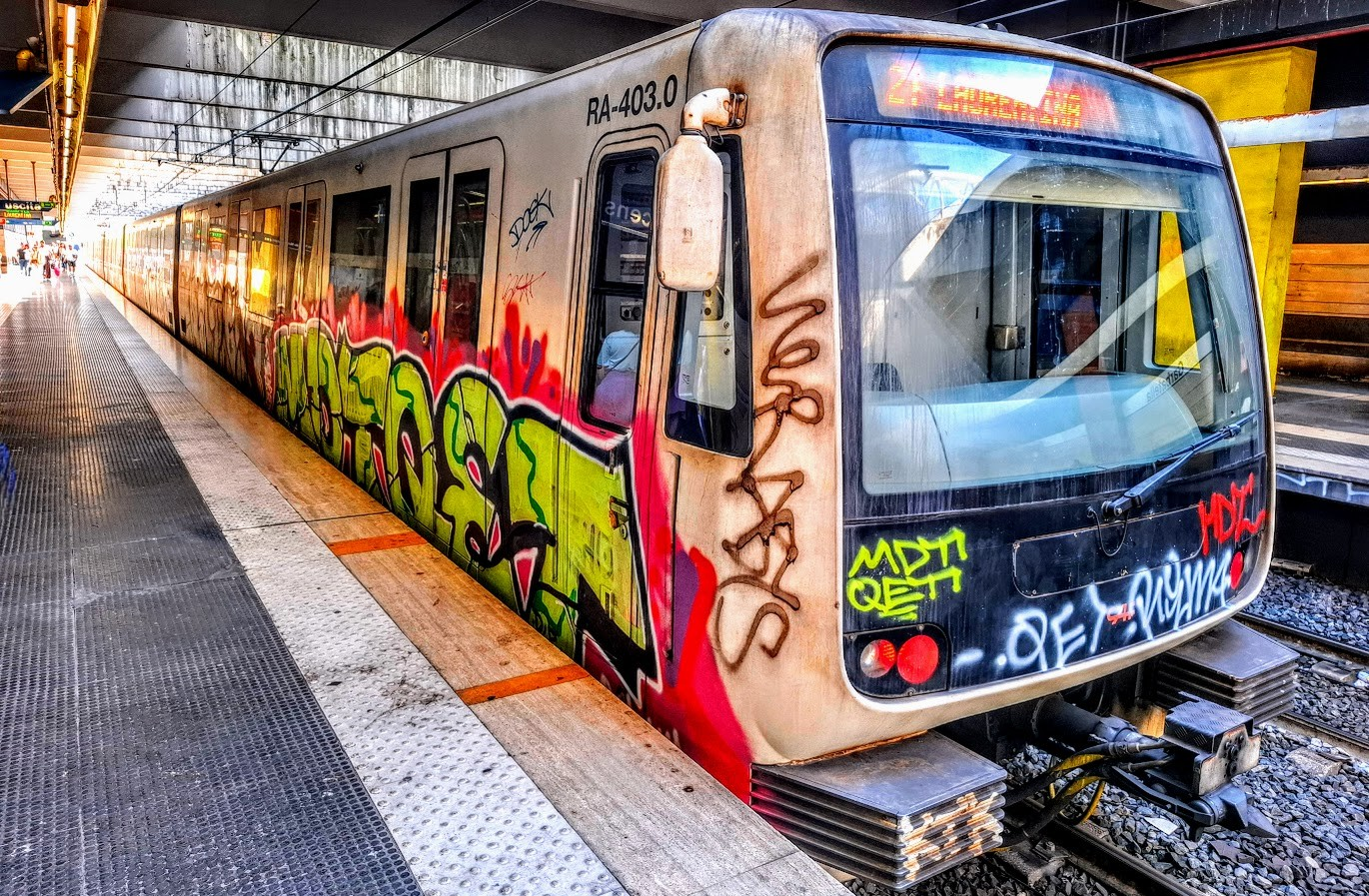
Treno CAF S/300 in servizio sulla Linea B

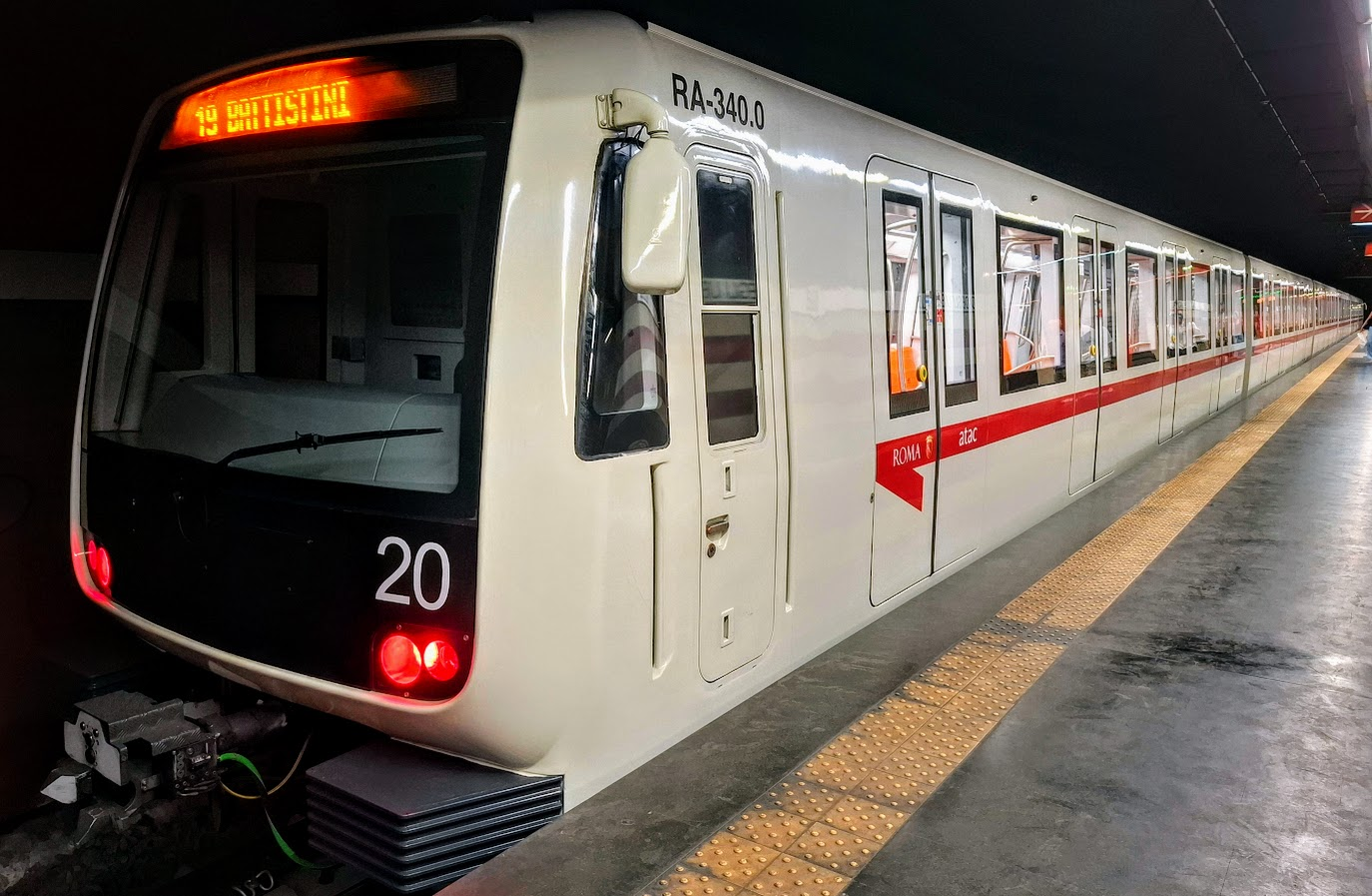
Treno CAF S/300 in servizio sulla Linea A

Nel 1955 fu inaugurato il primo tratto di ferrovia dalla stazione Termini all'EUR: in seguito questa venne rinominata linea B. Negli anni 1960 ripresero i lavori di costruzione di nuovi tronchi, portati avanti con decisione solo negli anni 1970. La linea B fu completata nel 1990 con il tratto da Tiburtina a Rebibbia. Nel 2012 fu inaugurata la sua diramazione verso la periferia nordest della città con la tratta Bologna-Conca d'Oro e nel 2015 il prolungamento Conca d'Oro-Jonio.
Il 16 febbraio 1980 fu inaugurata la linea A, che mette in collegamento la periferia sudest con quella nordovest.
Una terza linea, la C, fu aperta al pubblico il 9 novembre 2014 con 15 stazioni; il 29 giugno 2015 vennero attivate altre 6 stazioni ed il 12 maggio 2018 fino a San Giovanni. La linea C collega l'estrema periferia est con il quartiere di San Giovanni.
Complessivamente la capitale conta 60 km di rete metropolitana e 75 stazioni; quella romana è la seconda rete in Italia per estensione.

## Metropolitane leggere
| Città   | Linee | Lunghezza | Stazioni | Prima apertura | Ultima estensione | Tipo                               |
| ------- | ----- | --------- | -------- | -------------- | ----------------- | ---------------------------------- |
| Brescia | 1     | 13,7 km   | 17       | 2013           | 2013              | MAAB (Sistema Ansaldobreda)        |
| Genova  | 1     | 7,1 km    | 8        | 1990           | 2012              | LTR (Tram Celere)                  |
| Milano  | 3     | 28,6 km   | 42       | 1999           | 2024              | Agudio+MAAB (Sistema Ansaldobreda) |
| Napoli  | 1     | 5,5 km    | 8        | 2007           | 2024              | LTR (Tram Celere)                  |
| Torino  | 1     | 15,1 km   | 23       | 2006           | 2021              | VAL                                |

### Brescia

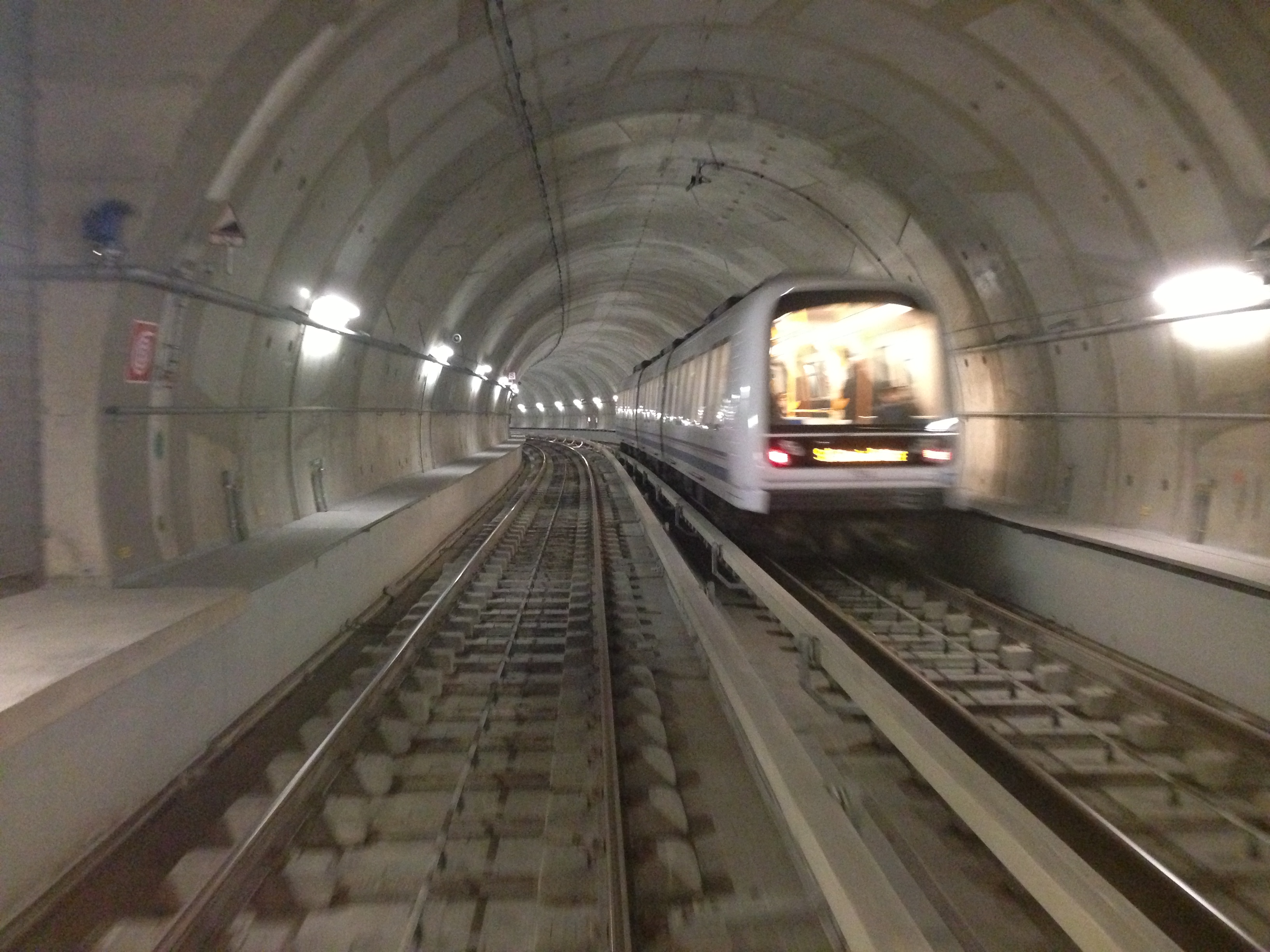
Convoglio della metropolitana di Brescia in movimento

A Brescia, dal 2 marzo 2013, è in funzione una sola linea di metropolitana leggera che collega i quartieri settentrionali a quelli della zona sud-est passando per il centro storico. 
Il sistema di trasporto è interamente automatico, concepito e costruito da Ansaldo-STS, del tutto analogo a quello già realizzato per la metropolitana di Copenaghen e per le linee M4 e M5 di Milano.
La lunghezza complessiva della tratta funzionale, tra le stazioni capolinea Prealpino e Sant'Eufemia, è di 13,7 km.
Lungo la linea si trovano 17 stazioni, di cui 8 in galleria, 5 in trincea coperta, 2 a raso e 2 in viadotto sopraelevato.
Le stazioni sono state pensate come grandi spazi aperti, con l'illuminazione naturale garantita dai grandi lucernari. Solo le stazioni Vittoria e San Faustino, per motivi legati alla zona cittadina in cui si trovano, sono state realizzate con architetture più tradizionali. La metropolitana bresciana presenta la particolarità di non essere dotata di tornelli di ingresso e uscita; il controllo dei titoli di viaggio viene effettuato dal personale di servizio a campione nelle stazioni o a bordo dei treni.

### Genova

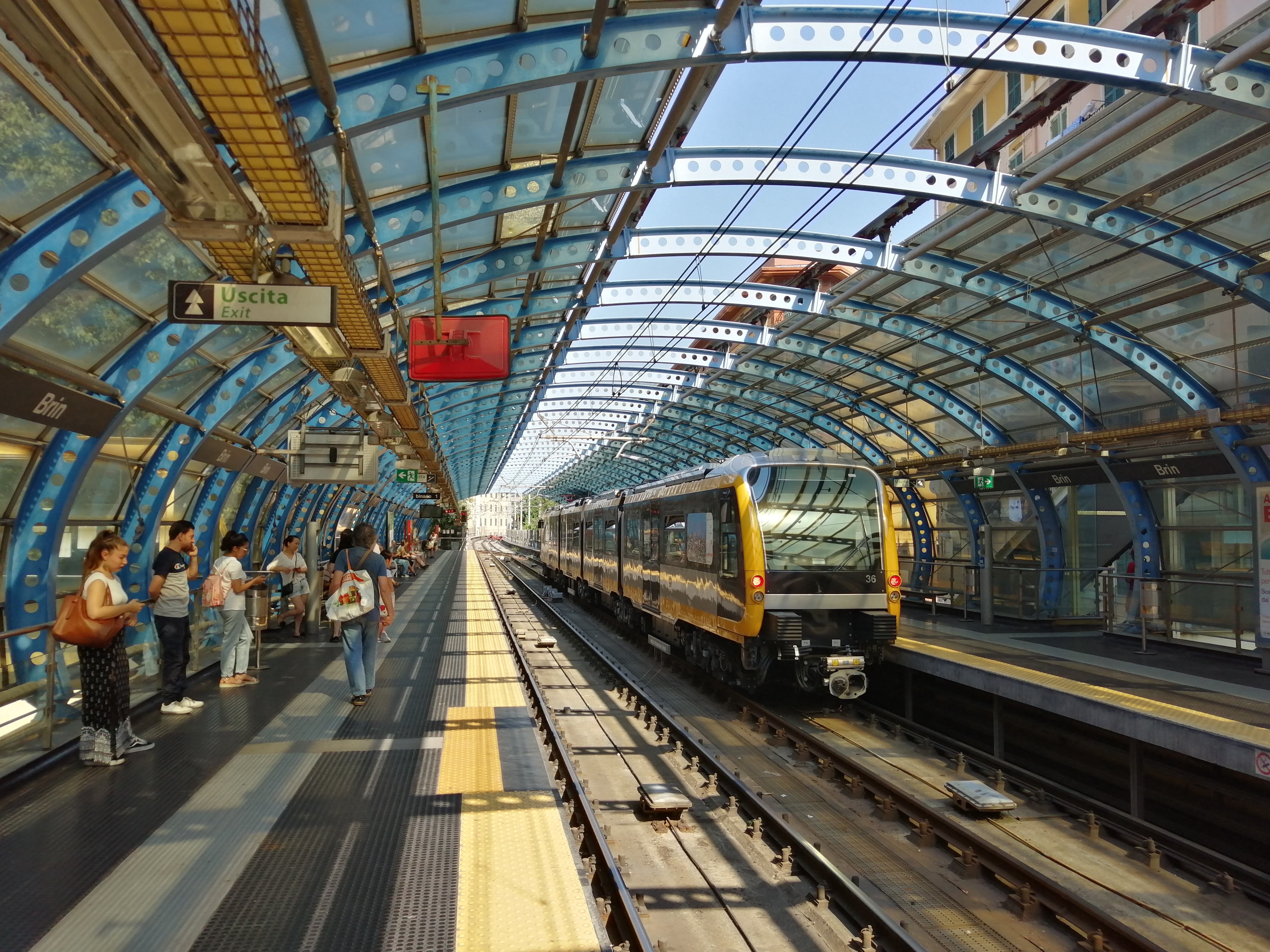
Convoglio della metropolitana di Genova in sosta presso la stazione capolinea di Brin

Nel 1990 fu inaugurato un primo tratto della metropolitana di Genova: la linea raggiunse il centro cittadino solo dopo molti anni, a causa di difficoltà di natura tecnica, economica e burocratica.
La metropolitana è dotata di una sola linea che collega tra di loro il quartiere periferico di Rivarolo, le stazioni FS di Piazza Principe e di Brignole, il Porto Antico ed il centro storico. Gestita da AMT, è la metropolitana più corta d'Italia, essendo lunga 7,1 km e dotata di 8 stazioni: Brin, Dinegro, Principe, Darsena, San Giorgio, Sarzano/Sant'Agostino, De Ferrari e Brignole.
L'ultimo prolungamento è stato completato nel dicembre 2012 e collega De Ferrari a Brignole passando per Piazza Corvetto, dove era previsto di realizzare una fermata poi rimasta incompiuta.
La metropolitana di Genova è del tipo cosiddetto "leggero"; i convogli hanno una larghezza di 2,20 m (scelta in quanto la linea attraversa la galleria Certosa, ex tunnel tranviario di sezione piuttosto ridotta) e la lunghezza delle banchine nelle stazioni è di 80 metri. Dal 2021 l'utilizzo della metropolitana genovese è gratuito nelle fasce orarie 10-16 e 20-22.

### Milano

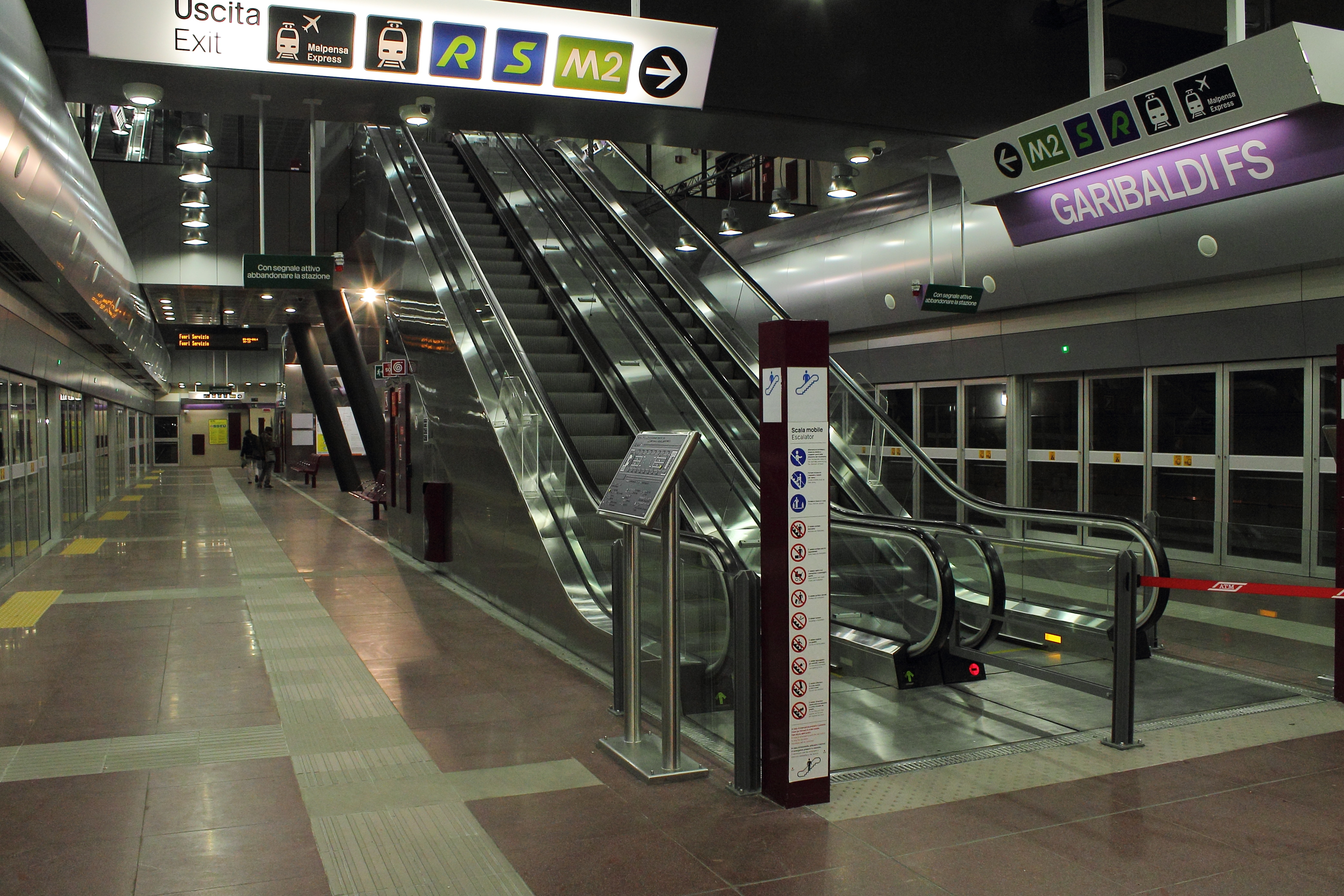
Stazione di Garibaldi FS sulla linea M5 a Milano

Nel sistema della metropolitana di Milano, sono metropolitane leggere le linee M4 e M5, oltre al servizio MeLA.

La M5 è stata inaugurata per tratte tra il 2013 e il 2015 per un totale di 12,9 km di linea, mentre della M4 è stata inaugurata per tratte tra il 2022 e il 2024 per un totale di 15 km. 

### Napoli

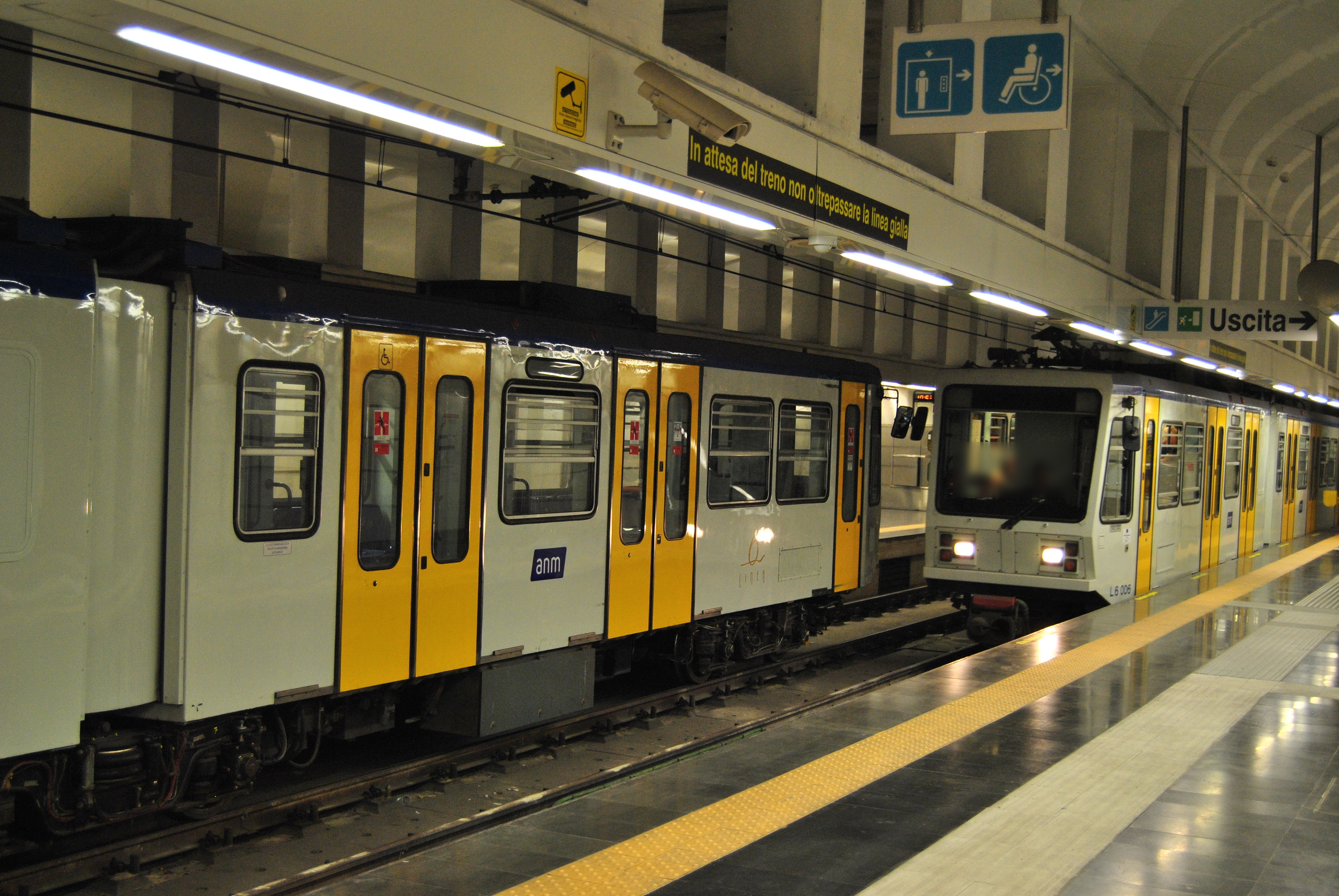
Convoglio della linea 6 della metropolitana di Napoli

Nel 2007 venne inaugurato il primo tratto della linea 6, un progetto partito alla fine degli anni 1980 che in origine prevedeva la costruzione di una "Linea Tranviaria Rapida", riconvertita poi in metropolitana leggera. Dopo una sospensione del servizio durata oltre 10 anni, a causa della scarsa frequentazione e del tracciato ridotto, la linea è stata nuovamente inaugurata il 16 luglio 2024, con l'estensione da Mergellina a Municipio (interscambio con la linea 1), e riaperta al servizio viaggiatori dal giorno seguente.

### Torino

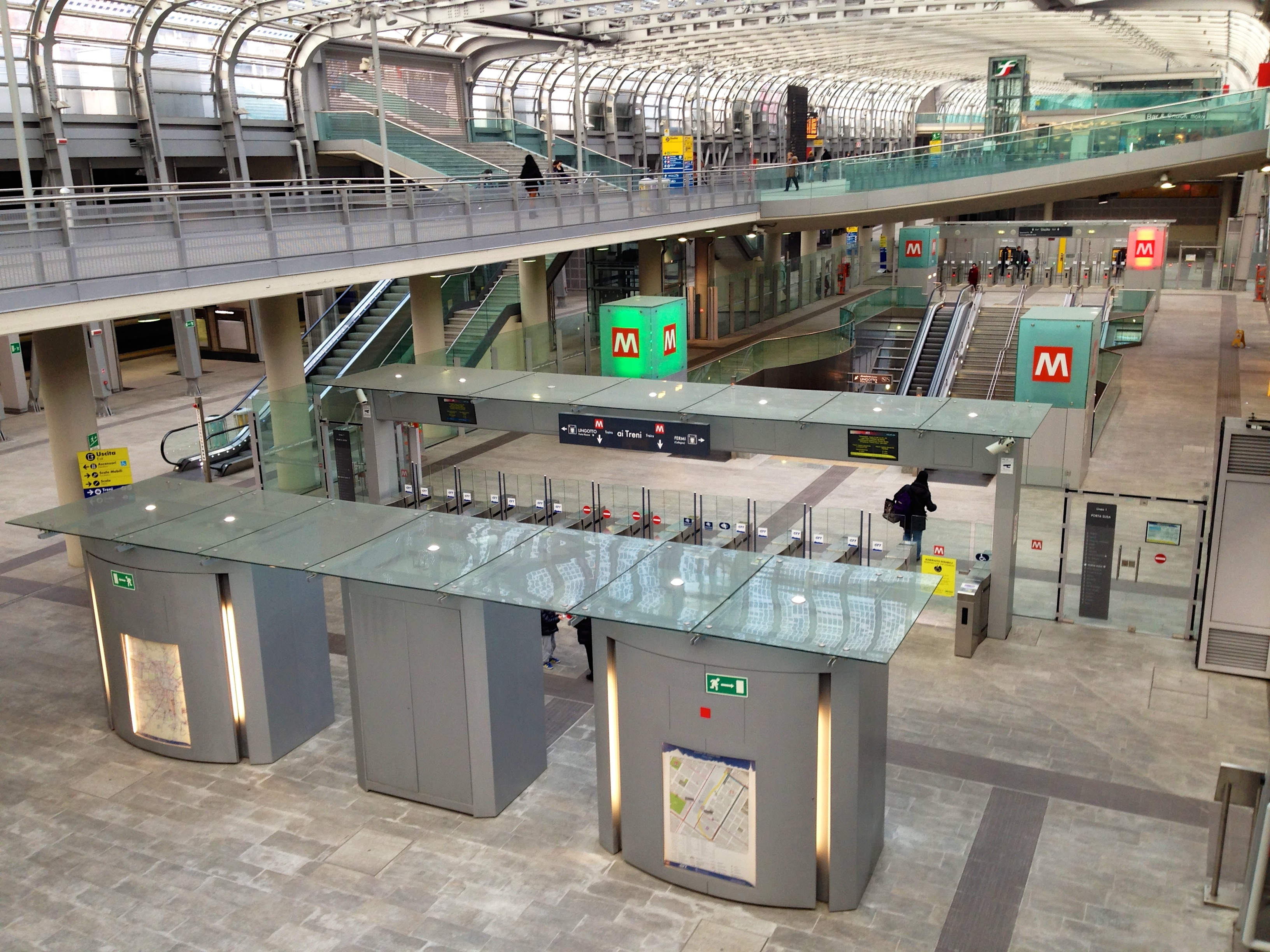
Stazione di Porta Susa della metropolitana di Torino, interscambio con l'omonima stazione FS

La metropolitana di Torino è l'unica in Italia ad utilizzare convogli su gomma, in quanto impiega il sistema VAL, dotato di treni automatici senza conducente con ruote gommate e di dimensioni ridotte, progettato e ampiamente utilizzato in Francia. Si articola su un'unica linea, attualmente lunga 15,1 km e dotata di 23 stazioni.
Nel 2006, in occasione delle Olimpiadi invernali, fu inaugurata la prima parte della linea, tra la periferia occidentale della città e il centro cittadino, con dieci stazioni iniziali.
Una prima estensione della rete avvenne nel 2007 con l'apertura di quattro stazioni sul nuovo tratto e a settembre 2011 della stazione Porta Susa lungo il tratto iniziale.
Nel corso del 2011 furono inaugurati 3900 metri di galleria e sei nuove stazioni (Marconi, Nizza, Dante, Carducci-Molinette, Spezia e Lingotto) facenti parte della nuova tratta della linea 1 compresa tra Porta Nuova e Lingotto. I lavori iniziarono nel 2006. Il 23 aprile 2021 sono stati aperti all'utenza ulteriori 1900 metri di galleria e la stazione Italia '61 - Regione Piemonte, mentre il capolinea sud è stato portato alla nuova stazione Bengasi.

## Metropolitane in costruzione
A Catania sono in costruzione i prolungamenti della linea: da Misterbianco Centro a Paternò, e sono finanziati, appaltati e in procinto di iniziare, da Stesicoro a Palestro, e da Monte Po a Misterbianco Centro e 
A Milano è in costruzione il prolungamento della linea M1 verso Monza Bettola.
A Roma è in corso di completamento la linea C; il programma di realizzazione prevede il completamento della tratta San Giovanni – Colosseo.
A Torino è in costruzione il quarto prolungamento della linea 1, da Fermi (nel comune di Collegno) a Cascine Vica (nel comune di Rivoli).
A Napoli sono in costruzione le estensioni della linea 1 dagli attuali capolinea (Piscinola-Scampia e Centro Direzionale) fino a Capodichino Aeroporto, consentendo alla linea di chiudersi ad anello, come previsto dai progetti originari. Sono inoltre in progettazione i prolungamenti della linea 6 dal capolinea Mostra ai quartieri di Bagnoli e di Posillipo.
A Genova sono in costruzione due prolungamenti dagli attuali capolinea, uno in direzione nord, da Brin alla nuova stazione di Canepari, e uno in direzione sud-est, da Brignole al nuovo capolinea di Martinez. Sono inoltre in corso i lavori per l'ultimazione e l'apertura della fermata di Corvetto, iniziata in contemporanea a quella di Brignole e non completata per mancanza di fondi.

## Progetti di metropolitana senza seguito
Tra gli anni 2000 e gli anni 2010 sono state avviate discussioni su progetti di metropolitana nelle città di Aosta, Bologna, Firenze, Palermo e Cagliari, senza tuttavia avere seguito.